# Анђин
Анђин (пољ. Andzin) је село у Пољској које се налази у војводству Мазовском у повјату Новодворском у општини Насјелск.
Од 1975. до 1998. године ово насеље се налазило у Ћехановском војводству.